# Стахановская улица (Салават)
Стахановская улица — улица в старой части города Салавата.

## История
Застройка улицы началась в 1949 году, первоначально это были финские домики на две квартиры для руководителей разного ранга.  Сейчас улица застроена частными 1-2 этажными домами, присутствуют старые и новые дома.
В расположенном на улице Детском парке (бывший парк Салавата Юлаева) проведена реконструкция — снесены старые деревья, установлены горки, проложены дорожки, в разных частях парка проставлены сказочные персонажи из сказок А.С. Пушкина. В этом же  парке в 1950-2000 годах стоял памятник Салавату Юлаеву, который летом 2004 г. был перенесен на бульвар Салавата Юлаева в новой части города. Парк находится на пересечении ул. Стахановской и ул. Пушкина и территориально разделяет городские кварталы №2 и №3.
С восточной стороны ул. Стахановская стыкуется с ул. Восточной, а с западной — с ул. Западной.
На улице Стахановской в частном доме жил салаватский поэт А.Я. Смирнов.

## Трасса
Стахановская улица начинается от Западной улицы и заканчивается на Восточной улице. Протяженность — 389 метров. 
.

## Транспорт

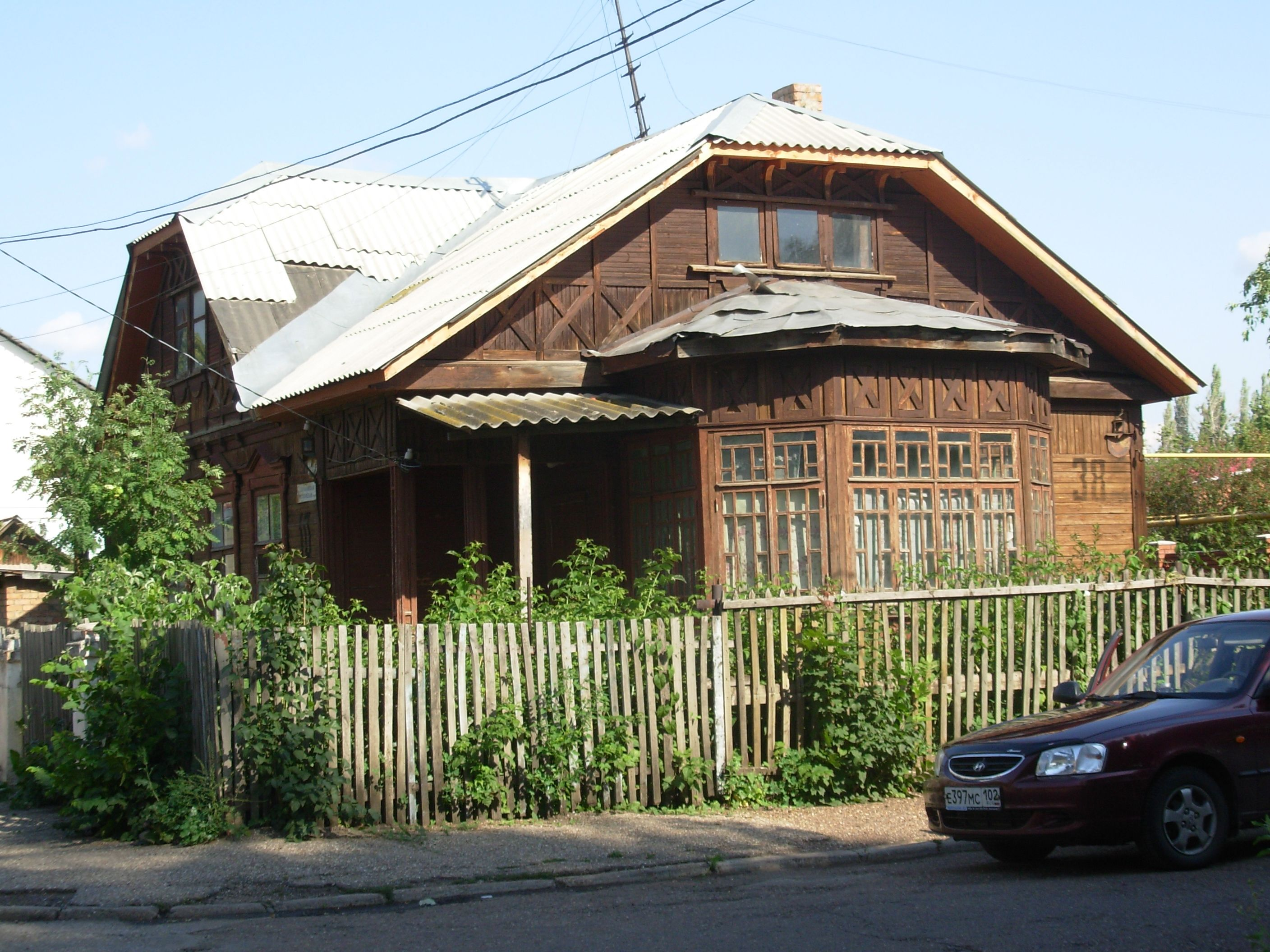
Коттеджи на Стахановской улице

По Стахановской улице общественный транспорт не ходит.

## Литература

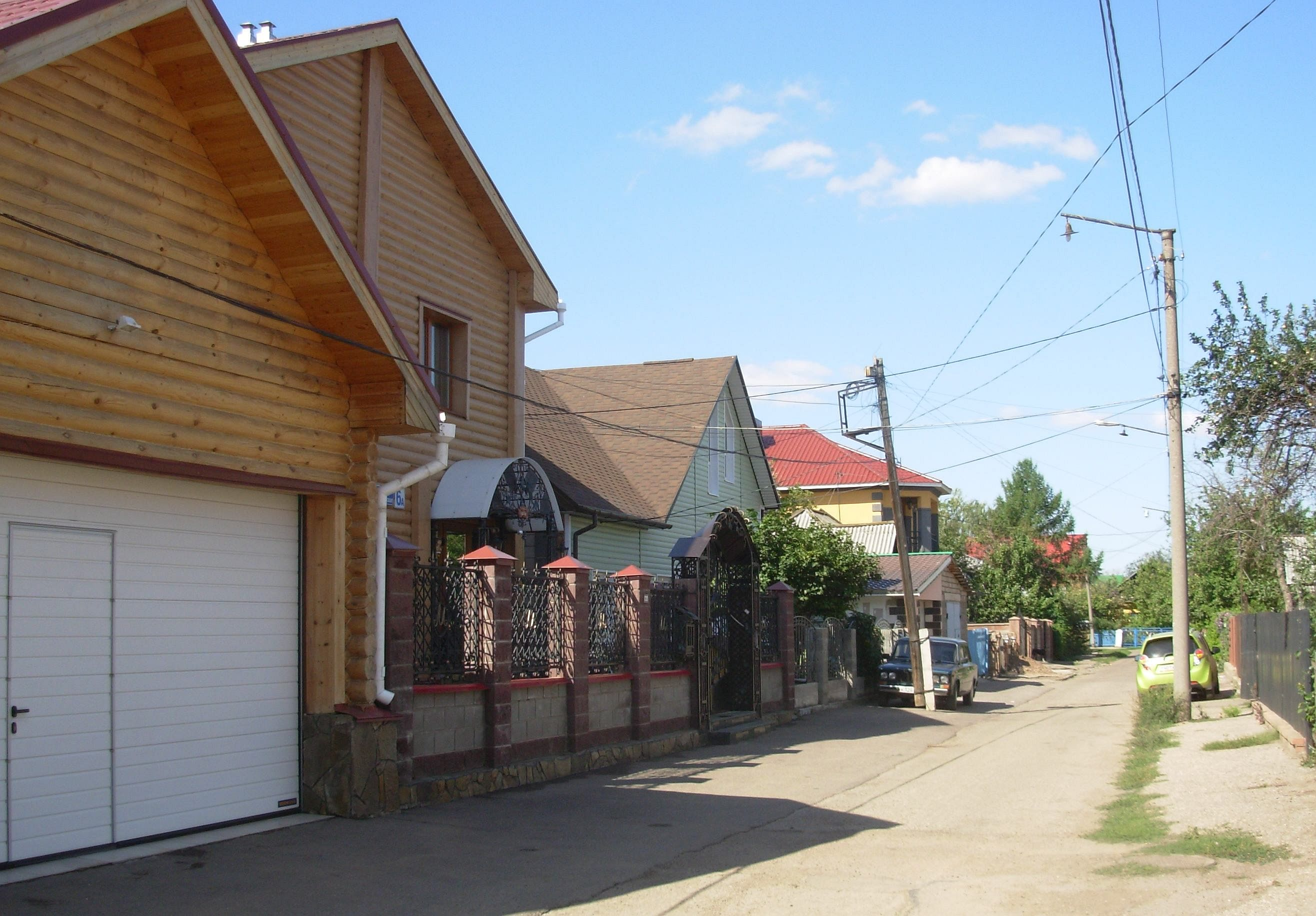
Коттеджи на Стахановской улице

## Примечательные здания и сооружения
- Детский парк имени А.С. Пушкина